# Haizum
Haizum est un cheval ailé, monture de l'archange Gabriel dans la tradition islamique. Il est capable de voler partout dans l'espace connu.